# Iker Muniain
Iker Muniain Goñi,[ˈiker muniˈain ˈgoɲi], (født 19. december 1992 i Pamplona, Spanien) er en spansk fodboldspiller, der spiller som kantspiller hos La Liga-klubben Athletic Bilbao. Han har spillet for klubben hele sin seniorkarriere, samt en stor del af sine ungdomsår.
Muniain fik sin debut for Athletic den 30. juli 2009 i et Europa League opgør mod BSC Young Boys, og blev dermed i en alder af kun 16 år, syv måneder og elleve dage den yngste spiller nogensinde til at repræsentere klubben i en officiel kamp. Den 4. oktober samme år blev han den yngste målscorer i den spanske ligas historie, da han i en alder af 16 år og 289 dage scorede i et 2-2 opgør mod Real Valladolid.